# Băneasa (Galaţi)
Băneasa é uma comuna romena localizada no distrito de Galaţi, na região de Moldávia. A comuna possui uma área de 72.85 km² e sua população era de 2149 habitantes segundo o censo de 2007.